# Substitution (Mathematik)
Unter Substitution versteht man in der Mathematik allgemein das Ersetzen eines Terms durch einen anderen mit dem Ziel der Überführung des Ausgangsterms in eine einfach lösbare Standardform.
Die Substitution wird unter anderem verwendet, um biquadratische Gleichungen zu lösen oder um Integrale mittels Substitution zu bestimmen.

## Beispiele

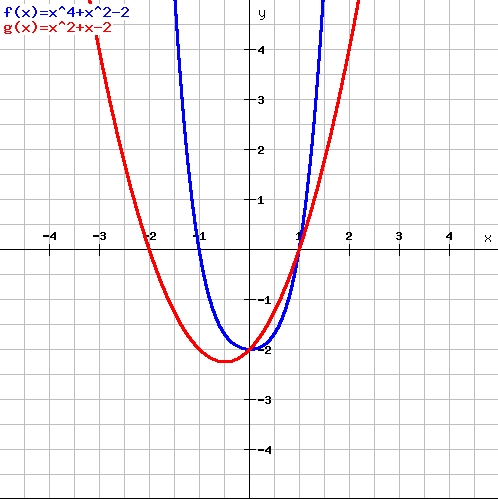
Funktionsgraphen vor und nach der Substitution

### Biquadratische Gleichung
Folgendes Beispiel nutzt die Substitution, um die Lösungsmenge einer gegebenen biquadratischen Gleichung bzw. die Nullstellen einer ganzrationalen Funktion bzw. eines Polynoms 4. Grades zu bestimmen.
Die Gleichung 
{\displaystyle x^{4}+x^{2}-2=0}
lässt sich durch die Substitution
{\displaystyle t:=x^{2}}
in 
{\displaystyle t^{2}+t-2=0}
überführen. Diese quadratische Gleichung lässt sich nun mit Standardverfahren wie zum Beispiel mit der p-q-Formel lösen. Man erhält als Lösungen
{\displaystyle t_{1}=1} und {\displaystyle t_{2}=-2}.
Durch Rücksubstitution erhält man für {\displaystyle x} die Gleichungen
{\displaystyle x^{2}=1}
mit den Lösungen {\displaystyle x_{1}=1} und {\displaystyle x_{2}=-1} sowie
{\displaystyle x^{2}=-2}
mit den komplexen Lösungen {\displaystyle x_{3}=i{\sqrt {2}}} und {\displaystyle x_{4}=-i{\sqrt {2}}}.
Die Ausgangsgleichung hat somit als Lösungsmenge {\displaystyle \{1,-1\}} in {\displaystyle \mathbb {R} } bzw. {\displaystyle \{1,-1,i{\sqrt {2}},-i{\sqrt {2}}\}} in {\displaystyle \mathbb {C} }.

### Gleichung mit Exponentialfunktion
Nun soll die Gleichung
{\displaystyle \exp(2x)-2\,\exp(x)-3=0}
gelöst werden, wobei {\displaystyle \exp(x)=e^{x}} die natürliche Exponentialfunktion ist. Diese Gleichung lässt sich durch die Substitution {\displaystyle t:=\exp(x)} umformulieren zu
{\displaystyle t^{2}-2t-3=(t-3)(t+1)=0,}
mit Lösungen {\displaystyle t_{1}=3,t_{2}=-1,\,} wodurch {\displaystyle x_{1}=\ln(t_{1})=\ln(3)\in \mathbb {R} ,\,\,x_{2}=\ln(t_{2})=\ln(-1)=i\pi \in \mathbb {C} \setminus \mathbb {R} .} Somit ist die Lösungsmenge der ursprünglichen Gleichung {\displaystyle \{\ln(3)\}} in {\displaystyle \mathbb {R} } bzw. {\displaystyle \{\ln(3),\ln(-1)\}=\{\ln(3),i\pi \}} in {\displaystyle \mathbb {C} }.